# Kagetsu Tohya
Kagetsu Tohya (歌月十夜 (Ca Nguyệt Thập Dạ) Kagetsu Tōya, Mười Đêm Trăng Hát) là phần tiếp của visual novel dojin Tsukihime do Type-Moon phát hành vào tháng 8, 2001.
Game không có bản dịch chính thức sang tiếng Anh nhưng có một bản fan dịch (dựa trên nguồn mở cho visual novel ONScripter-EN)

## Tóm tắt
Kagetsu Tohya gồm "Twilight Glass Moon, Fairy Tale Princess", một câu chuyện chính, và nhiều câu chuyện ngoài lề được mở lần lượt sau khi đọc qua những sự kiện liên quan trong câu chuyện chính. Mười trong số những câu chuyện này được gọi là "Ten Nights of Dream".

### Twilight Grass Moon, Fairy Tale Princess
Một năm sau sự kiện trong Tsukihime (đoán chừng sau "Good Ending" của đường Arcueid, do không có nhân vật chính nào chết), Shiki gặp phải một tai nạn. Sau tai nạn, Shiki thức dậy trong một giấc mơ kì lạ khi cậu trải qua vòng lặp một ngày. Cuối cùng, Shiki nhận ra rằng câu phải tìm Len, chủ nhân của giấc mơ, nếu muốn thoát khỏi nó.
Cách chơi khác biệt so với của Tsukihime. Nó sử dụng một hệ thống trong đó người chơi được trải qua mỗi "ngày" trong giấc mơ của Shiki. Số lựa chọn cho người chơi trong Kagetsu Tohya cũng nhiều hơn hẳn so với trong Tsukihime. Do cấu trúc cốt truyện, thời gian trong Kagetsu Tohya không đi thẳng như Tsukihime, mà là một vòng tròn; tức là, sau một "ngày" trong giấc mơ của Shiki, thông tin được lưu tự động và người chơi bắt đầu lại ngày đó với lựa chọn mới. Cuối cùng, người chơi sẽ đến đoạn kết của game sau khi đọc hết những cảnh trước nó.

### Ten Nights of Dream
Bảy câu chuyện đầu tiên do Nasu Kinoko, ba câu chuyện còn lại là đóng góp của người khác, về cơ bản là fan fiction. Tính canon của mười câu chuyện này không rõ ràng. Thực ra, vài truyện rõ ràng không canon, như Imogirisou và Ciel-Sensei. Nhưng chúng có thông tin có thể mang tính canon. (Ví dụ quá khứ của Nanako-chan và Arihiko, lời giải thích về một số plot-hole trong Ciel-sensei, như cách Chaos và Arcueid đến được Nhật Bản).
Good luck, Ciel-senseiCiel đóng vai Ciel-sensei, dạy học cho dàn nhân vật còn lại. Đây là một câu chuyện cười, nhắc lại những chi tiết trong Tsukihime dưới dạng câu hỏi. Nó cũng giải đáp một vài plot-hole.
A Story for the EveningAkiha giải quyết bí ẩn trong trường nội trú, một truyền thuyết thành thị dính dáng đến lời nguyền và một hòm thư cũ. Câu chuyện này nối tiếp true end của đường Akiha trong Tsukihime. Tsukasa, một học sinh trong trường, yểm lời nguyền lên Akiha nhưng sợ bị phát hiện, tìm cánh giết Akiha bằng cách xô cô xuống từ nóc trường. Akiha sống sót nhờ khả năng siêu nhiên, còn Tsukusa đến giết Akiha bằng dao, nhưng Akiha lại sống sót và đánh bại Tsukasa. Cuối truyện, Akiha biết được rằng Ciel đã cứu Tohno Shiki khỏi cái chết và cuối năm cậu sẽ về nhà. Akiha quyết định sẽ mọc lại mái tóc dài mà trước đó bị Tsukusa cắt ngắn.
Crimson MoonMột cái nhìn về cuộc đời của Arcueid như một Chân Tổ, và cuộc gặp gỡ định mệnh với Roa. Câu chuyện đặt Roa vào vai nhân vật chính, dưới con mắt ít màu sắc phản diện hơn.
Red Demon GodCâu chuyện về Nanaya Kiri, cha ruột Shiki. Câu chuyện hé lộ về nhà Nanaya và Thối Ma Tổ Chức mà họ tham gia vào. Nanaya Kiri bị kết liễu bởi Kishima Kouma, kẻ quyết tâm trả thù Nanaya Kiri vì giết cha mẹ hắn.
Nanako-chan SOSNanako (hồn của Đệ Thất Thánh Điển) trốn khỏi Ciel, nấp ở nhà Arihiko. Arihiko là nhân vật chính trong câu chuyện, hệ lộ cách mà cậu và Shiki gặp mặt. Ciel thu hồi Nanako vào cuối truyện.
ImogirisouCậu chuyện nhại lại game kinh dị Otogirisō, với sự góp mặt của Shiki, Akiha, Hisui và Kohaku. Tử giả (The Dead) thủ một vai cameo.
Flower of ThanatosMột câu chuyện khiêu dâm xảy ra trong thế giới mà Shiki, Kohaku và Hisui sống trong điền trang Tohno tách biệt.
Hisui-chan, Inversion Impulse!Hisui hóa điên và cái kết. Dựa trên good end của đường Hisui.
The Tohno Family Con GameDàn nhân vật chơi một trò đuổi bắt. Cả phản diện, nhân vật chính và phụ đều tham gia.
DawnCâu chuyện về cô gái bị Nrvnqsr Chaos nuốt trong công viên trong Tsukihime. Cô lấy được cố hữu kết giới của Nrvnqsr, Lair of the Beast King, cho phép cô dùng thú vật của hắn. Nửa đầu câu chuyện dắt người chơi đi lạc hướng, lầm tưởng rằng họ là Tohno Shiki, cho tới Arcueid bộc lộ mối nghi ngờ. Cô gái cuối cùng bị giết dưới tay Tohno Shiki, chỉ nhận thức rằng mình là ma cà rồng. Cô chết hạnh phúc trong vòng tay em gái. Tác giả câu chuyện này là Kugane Maruyama, cũng là tác giả bộ light novel Overlord.

### Những câu chuyện khác
Summer FestivalsNăm hoạt cảnh Shiki cùng Arcueid, Ciel, Akiha, Hisui hoặc Kohaku đi lễ hội mùa hè.
Drinking, Dreaming MoonMột câu chuyện ẩn, mở ra sau khi mọi nội dung khác trong game đã được xem, trong đó Shiki gặp SHIKI và cả hai thân thiện bàn luận mối quan hệ giữa họ.

## Nhân vật
Mọi nhân vật trong Tsukihime, gồm Shiki, Akiha, Ciel, Arcueid, Kohaku, Hisui, Nrvnqsr Chaos, Roa, đều có mặt trong Kagetsu Tohya.
Một số nhân vật mà trước đó chỉ được nhắc đến trong Tsukihime, xuất hiện với vai trò lớn hơn trong Kagetsu Tohya:
Len (レン Ren)Len là một sứ ma được Arcueid trông nom, có khi được gọi là succubus. Tuy vậy, Len không phải sứ ma của Arcueid, mà là một thực thể độc lập. Cô có thể đội lốt một bé gái hay một con mèo đen.
Seo Akira (瀬尾 晶 Seo Akira)Akira là một đàn em cấp dưới của Akiha. Cô có khả năng biết trước tương lai nhẹ, và xuất hiện trước đó trong Tsukihime PLUS-DISC.
Tsukihime Souka (月姫 蒼香 Tsukihime Sōka)Bạn chung phòng của Akiha trong trường tư. Shiki tưởng rằng cô là con trai.
Misawa Hanei (三澤 羽居 Misawa Hanei)Một người bạn chung phòng khác của Akiha, suy nghĩ chậm chạp và kì lạ; tỉ mỉ, giỏi và kĩ lưỡng trong sửa chữa đồ đạt.
Shijyou Tsukasa (四条 つかさ Shijyō Tsukasa)Một học sinh cùng trường với Akiha, xuất hiện trong "A Story for the Evening".
Seven〔Nanako〕 (セブン〔ななこ〕 Sebun 〔Nanako〕)Hồn của vũ khí mạnh nhất của Ciel, Đệ Thất Thánh Điển. Nó có hình dáng của một cô bé với đặc điểm của ngựa (như đuôi và móng guốc), thích cà rốt.
Kishima Kouma (軋間 紅摩 Kishima Kouma)Người cùng với Tohno Makihisa tấn công nhà Nanaya. Hắn giao chiến với cha ruột Shiki là Nanaya Kiri. Hắn được mô tả là sự kết hợp hoàn hảo giữa người và quỷ, sở hữu sức mạnh và tốc độ vượt trội.